# Església de la Nativitat de Vilafermosa
L'Església de la Nativitat de la Mare de Déu de Vilafermosa, està situada al centre de la població, a la plaça de l'Església. És la parròquia de la població, temple catòlic que pertany al bisbat de Sogorb-Castelló.

## Història
Durant la Guerra de Successió, en 1707, un incendi destrueix tota la població i la reconstrucció en fa en el lloc que actualment ocupa. Una reconstrucció de tot el poble obliga a edificar o condicionar una església provisional fins a l'acabament de la construcció de l'actual temple que s'inicia el 1768, seguint el projecte realitzat per l'arquitecte acadèmic valencià Vicent Gascó.
És un Bé de Rellevància Local amb la categoria de Monument d'Interès Local per la Disposició Addicional Quinta de la Llei 5/2007, de 9 de febrer, de la Generalitat Valenciana, del Patrimoni Cultural Valencià.

## Arquitectura

### Estructura
L'església té planta de creu llatina inscrita en un rectangle i el seu espai interior s'articula longitudinalment amb una nau central i dues laterals, on se situen les capelles entre contraforts; té creuer i presbiteri amb capçalera vuitavada.

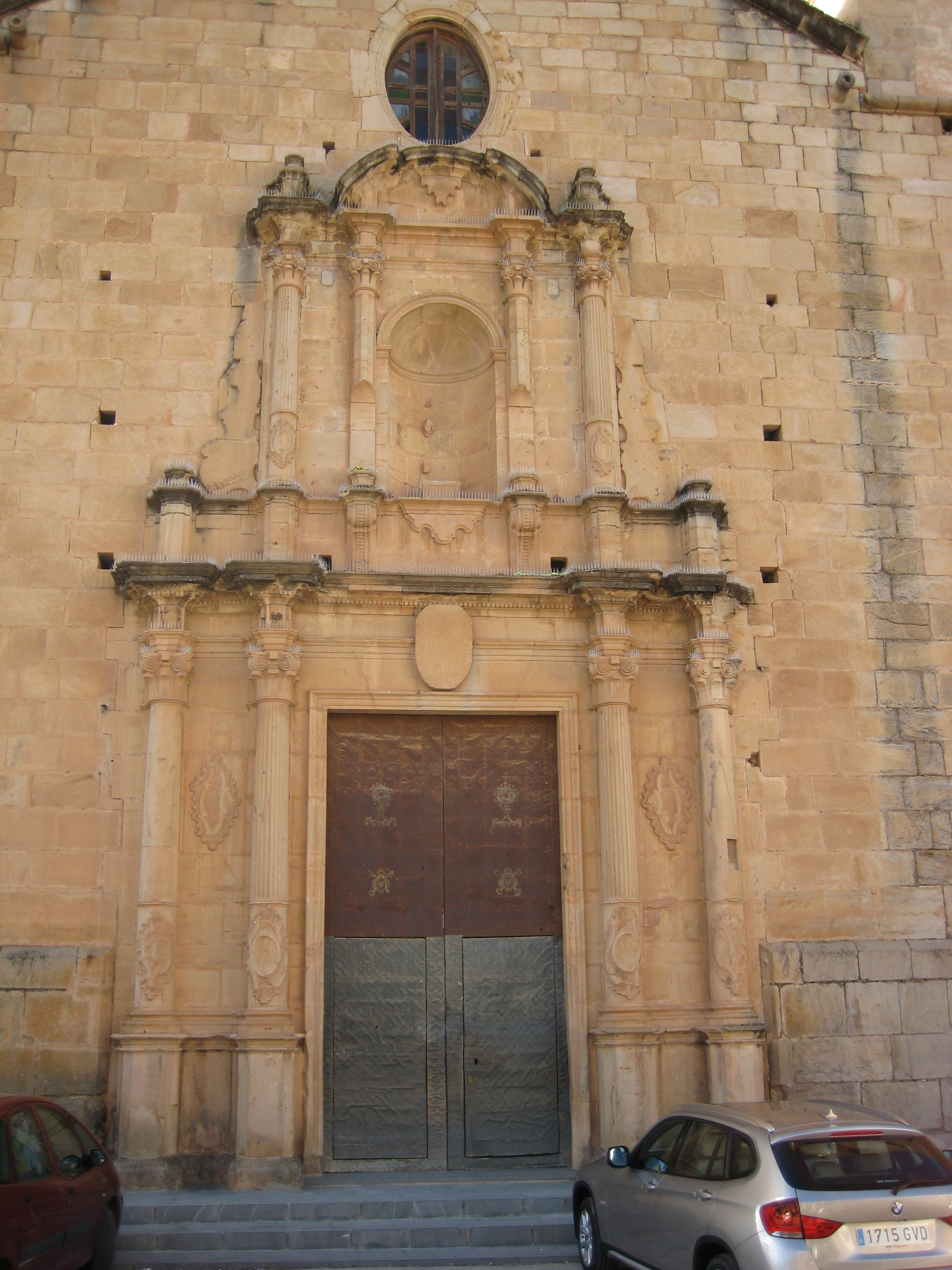
Portada

A l'interior, la nau central i els braços del creuer estan coberts amb volta de canó amb llunetes, les laterals amb volta bufada, el creuer amb cúpula sobre tambor carregat sobre petxines però sense llanternó, i el presbiteri, amb volta de canó amb llunetes rematada a la capçalera amb volta de quadrant d'esfera. En les naus laterals els trams es comuniquen mitjançant arcs de llinda. Es conserva decoració mural a les petxines, cúpula i presbiteri. Aquest espai interior s'articula mitjançant pilars i pilastres d'ordre corinti que sostenen un fort entaulament que envolta la nau.

### Façana
La façana, als peus del temple, és un gran llenç de carreus rematat per una cornisa que segueix la coberta de dos aiguavessos de la nau central. En aquest frontispici sols destaca una portada de dos cossos: L'inferior amb l'obertura d'accés amb arc de llinda motllurat franquejada per columnes corínties aparellades amb alts pedestals i amb el terç inferior del fust decorat, i les interiors, en la part superior, acanalada, suportant un entaulament mogut, que apareix decorat amb dentells sota la cornisa; i el cos superior segueix el mateix tipus de columnes aparellades, amb les interiors rebaixada la part inferior per col·locar unes petites escultures, ara inexistents, emmarcant una fornícula amb volta de quadrant d'esfera, tot suportant un frontó circular esventrat.

### Torre campanar
La torre campanar, situada als peus de la nau, en el costat de l'Epístola, està adossada a la façana. Té planta quadrangular, amb dos cossos massissos i, el cos de les campanes, amb una obertura de mig punt en cada cara flanquejada per parelles de pilastres, coronada per una forta cornisa amb boles en els angles.

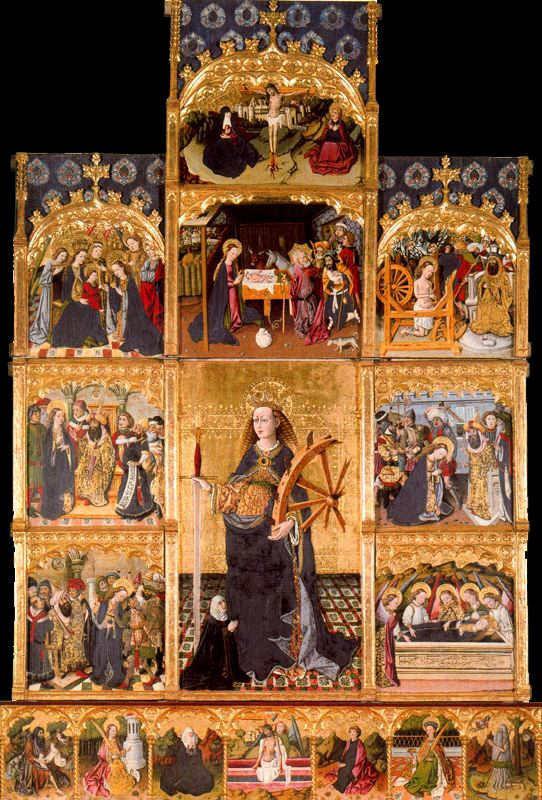
Retaule de Santa Caterina d'Alexandria, de Joan Reixac

## Museu parroquial
De la col·lecció d'objectes litúrgics i artístics que posseeix la parròquia destaquen els retaules gòtics:
- Retaule del Corpus Christi (1385-1390), del Mestre de Vilafermosa. L'estructura s'articula amb tres carrers i tres pisos. En el carrer central destaca una taula més llarga amb el Sant Sopar i un àtic amb la Crucifixió, mentre en els laterals, de dalt a baix, els pisos representen l'Anunciació i la Nativitat, l'elevació de la Sagrada Forma i la processó del Corpus Christi, i el miracle eucarístic de Billettes;[4] i tot descansa sobre una predel·la centrada amb el Crist dolent, envoltat per sis sants.[5]
- Retaule de sant Llorenç i sant Esteve (1390-1395), del Mestre de Vilafermosa. Consta de tres carrers amb dos filloles i tres pisos, amb àtic i predel·la, rematat per pinacles i xambranes. Tant la taula central, per la dualitat de l'advocació, com alguna de les laterals estan geminades.[6]
- Retaule de santa Caterina d'Alexandria (1448), de Joan Reixac. Consta de tres carrers i tres pisos, amb àtic i predel·la, rematat per pinacles i xambranes. La taula central ocupa dos pisos.
- Restes d'un retaule de temàtica escatològica, del Mestre de Vilafermosa, del qual sols es conserven tres taules: l'entrada dels justos a la Glòria, la resurrecció dels morts i en el compartiment central, de dimensions més grans, el Crist de la segona vinguda. Es troba novament engalzat a la sagristia.[7]
- Retaule dels goigs de Maria, del Mestre de Vilafermosa, amb tres carrers i tres pisos. En el carrer central destacava la Verge de la Llet i dalt, l'Ascensió junt a l'Expulsió d'Adam i Eva del Paradís; de dalt a baix, el carrer esquerre mostrava la Nativitat, l'Epifania i la Presentació de Crist al temple, i el carrer dret tenia la Resurrecció, la Dormició de la Verge i la Pentecosta. D'aquest retaule, perduts la Nativitat i la Resurrecció sols es conserven sis taules, engalzades en 2005, formant actualment el retaule major de la Nativitat de la Mare de Déu, al presbiteri.[7]

A més a més, el museu conserva altres peces interessants:
- Sant Bartomeu (darreries segle XIV). Escultura gòtica que pertanyia a la seva ermita homònima.
- Capa i casulla brodades del segle xvi.
- Calze renaixentista.